# Llengua picena meridional

Distribució de les llengües en l'edat del ferro a la península Itàlica el segle IV ae

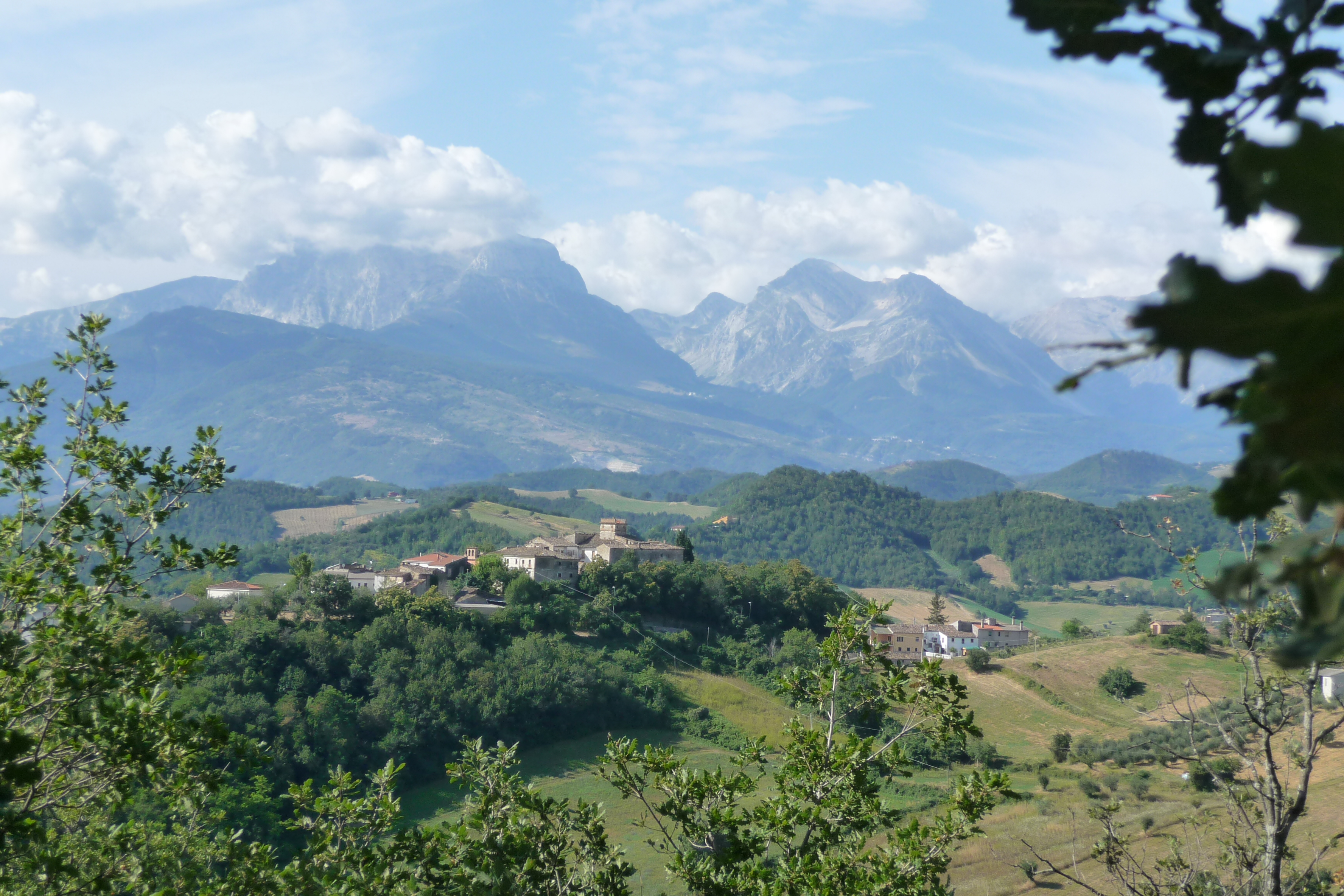
País Picé de Teramo

El picé o llengua picena és una llengua itàlica ja extinta, de la subfamília oscoúmbrica. Aquesta classificació com a oscoúmbrica donada per SIL International és controvertida, perquè ja va ser considerada com a paral·lela a les oscoúmbriques i també a l'umbre com a sabèl·lica, o encara en un nivell més alt com a paral·lela a les sabèl·liques dins les llengües itàliques. Sembla no tenir pas relació amb l'encara no desxifrat picé septentrional. Els textos del picé meridional eren antigament inescrutables, tot i que algunes paraules fossen clarament indoeuropees. El descobriment el 1983 que dos aparentment redundants senyals de puntuació eren realment lletres simplificades dugué a un increment i millora en la comprensió de l'escriptura i per fi a la primera traducció, el 1985. Encara n'hi ha, però, moltes dificultats.

## Corpus

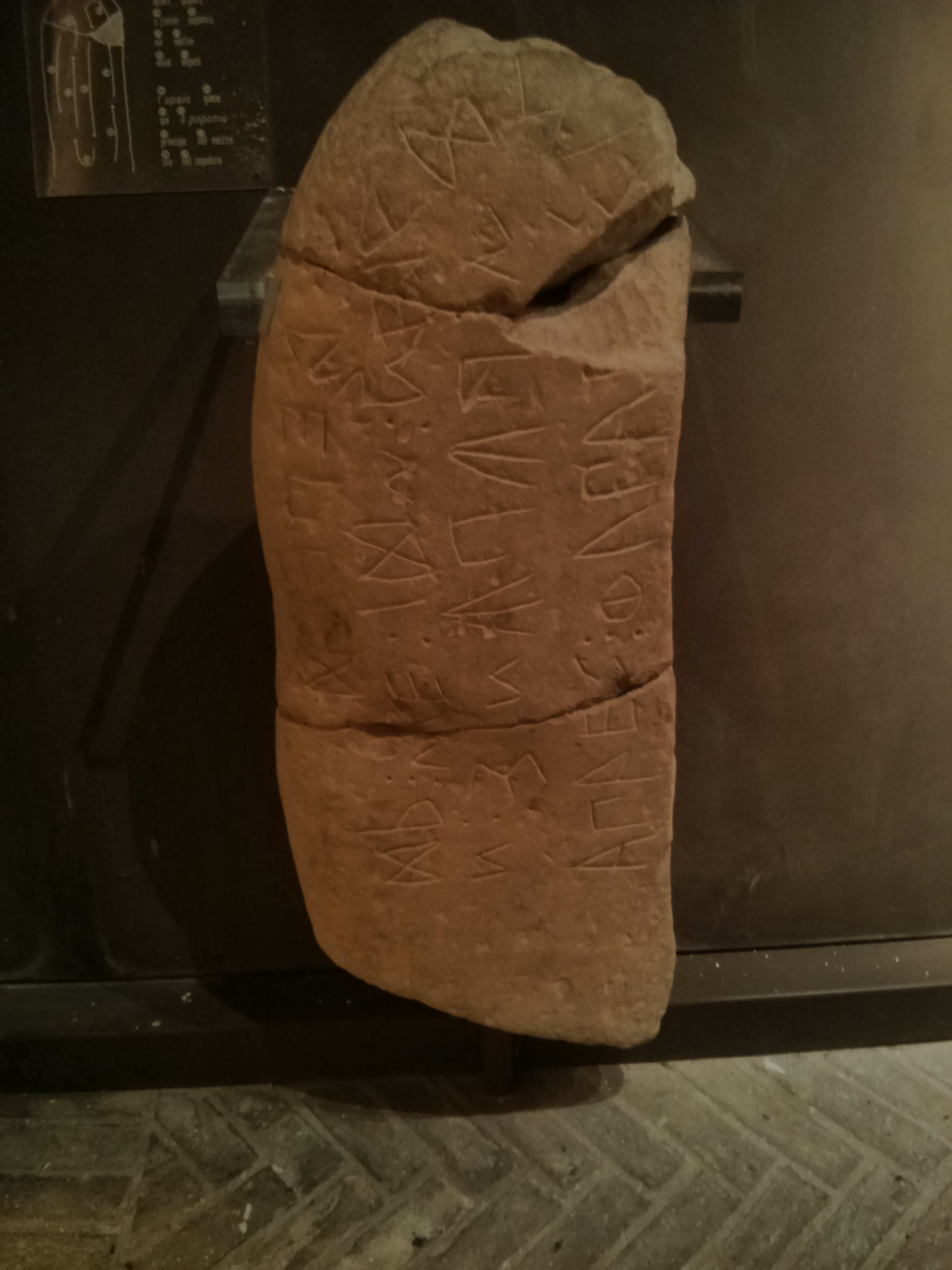
Estela de Loro Piceno (Macerata)

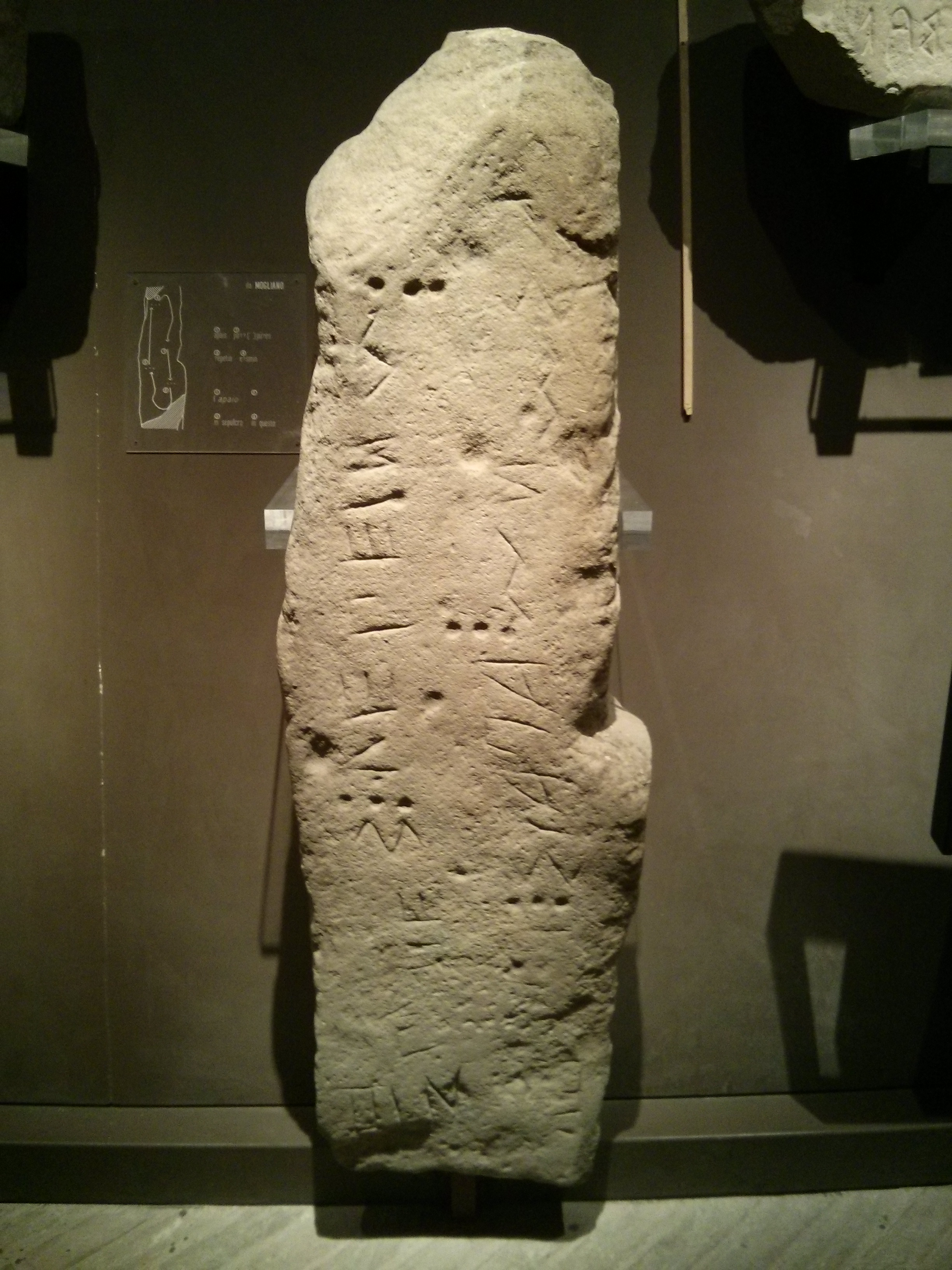
Estela de Mogliano

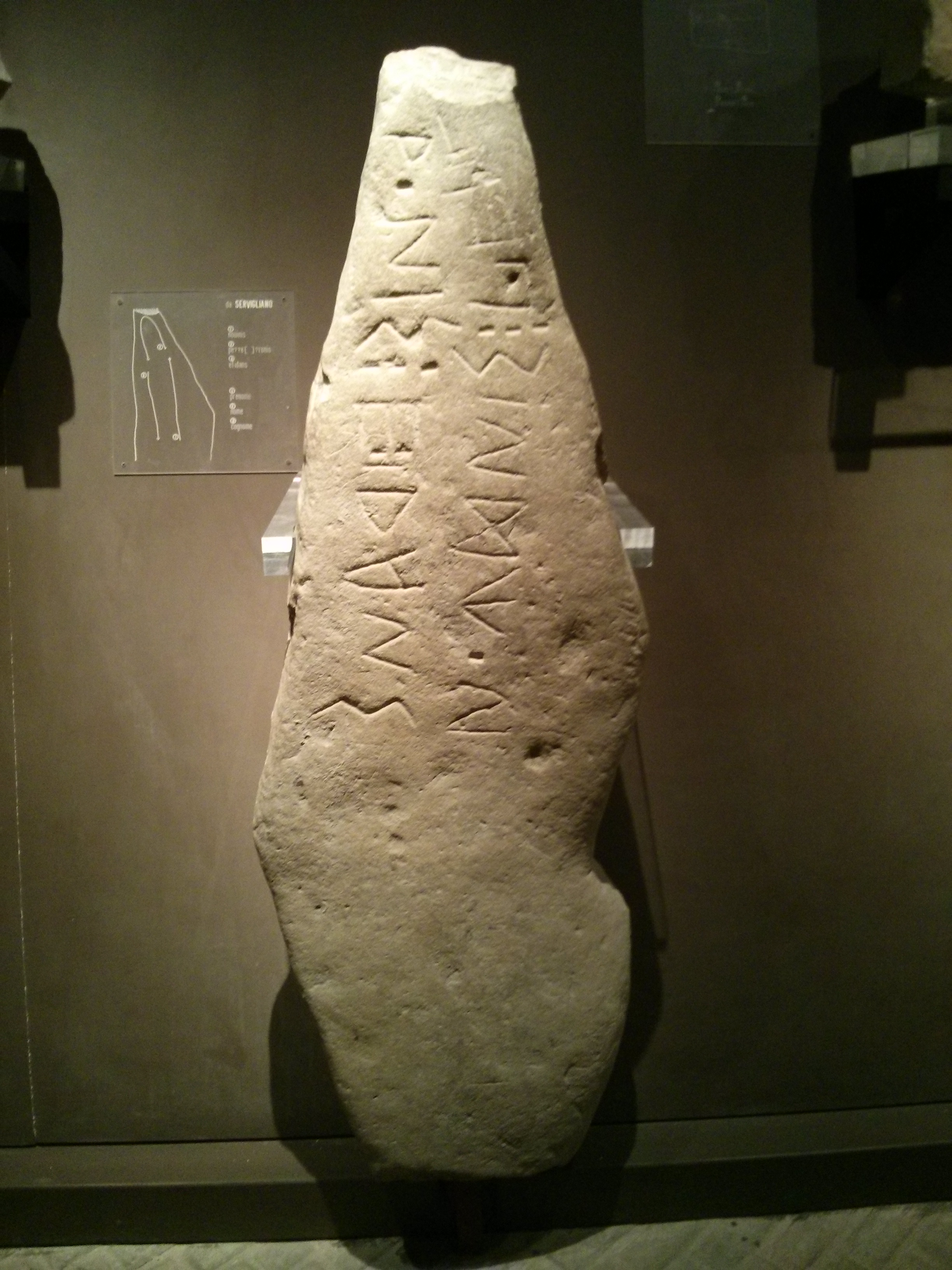
Estela de Servigliano

El corpus de les inscripcions picenes meridionals consta de 23 inscripcions en pedra o bronze que daten des del segle VI abans de la nostra era fins al segle IV ae. Les dates es calculen d'acord amb les característiques de les lletres i, en alguns casos, amb el context arqueològic. Com la història dels picens no comença fins a la seua subjugació per l'Imperi romà al segle III, les inscripcions obrin una finestra anterior per a conéixer la seua cultura fins al Regne romà. La majoria en són esteles senceres o fragmentades esculpides per a fins funeraris, i algunes en són estàtues monumentals.
En una làpida típica hi ha la representació del rostre o de la figura de la persona que va morir amb la inscripció en espiral o a sota de la imatge per a llegir-se en sentit horari, vertical o bustrofedon. S'han trobat pedres així a Ascoli Piceno, Chieti, Teramo, Fano, Loro Piceno, Cures, Abruços, entre els rius Tronto i Aterno-Pescara; també a  Casteldieri i Crecchio. També es trobaren inscripcions sobre una polsera de bronze al centre dels Abruços i dos cascos del segle IV ae a Bolonya, a la vall del riu Po i a Bari.
L'inventari complet és aquest:
- Cip de Castignano (Piràmide de gres, segle VI ae)
- Tres esteles de Penna Sant'Andrea a Teramo (un obelisc de gres complet i dos de fragmentats – 1a meitat del segle V ae)
- Tampa de Píxide de Campovalano (segles VII ae o VII ae)
- Braçalet en espiral de Chietino em Valle del Pescara (segle V ae)
- Cip de Cures (calcària)
- Estela de Loro Piceno (gres)
- Estela de Mogliano (gres)
- Estela d'Acquaviva
- Estela de Belmonte (gres)
- Cip de Falerone
- Estela de Servigliano (gres)
- Fragment de gres amb inscripcions a Belmonte
- Cip de Sant'Omero (gres)
- Dues esteles a Bellante (gres)
- Estela de Crecchio (gres)
- Dos cips de Casteldieri (calcària, sencer i fragmentat)
- Estàtua de Capestrano (calcària, representa en grandària real el rei Nevi Pompuledi, 2a meitat del segle VI ae, 1a meitat del segle VI ae)
- Casc de Bologna (bronze)
- Casc de Pulla

## Alfabet
L'alfabet picé meridional, conegut a partir del segle VI ae, és més semblant a l'alfabet etrusc meridional per utilitzar q per a /k/ i k per a /g/. És així:
la b g d i v h i í k l m n la p q r s t u ú f *

## Fonologia
Consonants:
| Plosives tènues  | /p/, /t/, /k/ | representada per | p, t, k q |
| representada per | /b/, /d/, /ɡ/ | representada per | b, d, k   |
| Fricatives       | /f/, /s/, /h/ | representada per | :, s, h   |
| Líquides         | /l/, /r/      | representada per | l, r      |
| Oclusives nasals | /m/, /n/      | representada per | m, n      |
| Semivocal        | /w/, /i/      | representada per | v u ú, i  |

En els casos en què existeix una tria de grafema, el context determina quin se n'hi aplica. Per a les semivocals, v i u s'utilitzaven per a inici de paraula / w / i  u per a intervocàlica / w / o en altres contextos especials. La llista de dalt omet contextos especials.

## Mostra de text
La inscripció Sp ET 2 en una làpida de Bellante. La va estudiar un lingüista d'"estudis indoeuropeus", Calvert Watkins, com a exemple de la poesia itàlica més antiga i possiblement un reflex d'una forma poètica protoindoeuropea. En la inscripció donada a baix, els dos punts són utilitzats per a separar les paraules. En la inscripció originària, s'hi utilitzen tres punts verticals ("l'interpunts triple").
postin : viam : videtas : tetis : tokam : alies : esmen : vepses : vepeten
"En la carretera, vosté veu la "toga" de Titus Alius? enterrat? En aquest túmul."
La traducció dels ítems qüestionats no és clara. per a toga Fortson suggereix "cobertura".
Vegeu l'al·literació: viam i videtas; tetis i tokam; alies i esmen; vepses i vepeten. La possibilitat que aquesta i les altres inscripcions siguen parts d'estrofes de versos es va considerar a partir del moment del seu descobriment. Watkins els anomenà "la història del Picene del Sud", que ell defineix com tres línies de set síl·labes, comparant-les a una història del Rigveda que conté tres línies de vuit síl·labes cadascuna. A més, cada línia acaba "en un trisíl·lab." Les línies d'aquesta inscripció són:
postin viam videtas
tetis tokam alies
esmen vepses vepeten
La primera línia seria sil·labificada i llegida:
po-stin vi-am vi-de-tas